# Судин, Михаил Александрович
Михаил Александрович Судин (29 марта 1979, Москва) — российский футболист, защитник, полузащитник.

## Биография
В 1996 году окончил школу № 14 г. Кимры. Первый профессиональный клуб — «Волга» Тверь, за который провёл один матч — 4 мая 1997 в гостевой игре 1/256 финала Кубка России 1997/98 против «Нефтяника» Ярославль (0:2) вышел на 69 минуте. В том же году провёл три игры в третьей лиге за «Спартак» Кострома. В 1998 году во втором дивизионе играл за дубль ЦСКА и «Краснознаменск-Селятино». В 1999 году на профессиональном уровне не выступал, в следующем году провёл 16 матчей за «Северсталь». В 2001—2002 годах играл в первенстве КФК за «Волгу» Тверь. В сезонах 2003—2004 в составе «Сморгони» сыграл 33 матча, забил один гол в первой белорусской лиге. Профессиональную карьеру завершил в сезоне 2004/05, проведя 19 матчей и забив три гола в чемпионате Азербайджана за «Шахдаг» Кусары.
В первенстве ЛФЛ играл за клубы «Дмитров» (2005—2006), «Сенеж» (2006—2008, 2010), «Реал-Тверь» (2009).
В 2006 году окончил факультет физической культуры Тверского государственного университета.
Впоследствии — работник Среднерусского банка Сбербанка (инкассатор, отдел технических средств охраны), игрок «Федеральной бизнес-лиги», «Лиги чемпионов бизнеса». Игрок любительских соревнований Твери по мини-футболу и футболу 8х8.